# Sytuacja prawna i społeczna osób LGBT w Kosowie

## Prawo a dyskryminacja osób homoseksualnych
Kontakty homoseksualne zostały zalegalizowane w Kosowie w 1970 roku. Od 1 stycznia 1991 roku zrównany jest wiek osób legalnie dopuszczających się kontaktów homo- i heteroseksualnych; wynosi on 14 lat. Geje nie są wykluczeni ze służby wojskowej z powodu swojej orientacji seksualnej.
Operacje zmiany płci dla transseksualistów są legalne od 2001 roku. Od grudnia 2002 roku geje i biseksualiści mogą być dawcami krwi, spermy i narządów wewnętrznych. Od 2004 roku lesbijki mają prawo do sztucznego zapłodnienia np. in vitro. W marcu 2006 roku wykreślono homoseksualizm z listy zaburzeń psychicznych.

## Ochrona prawna przed dyskryminacją
Artykuł 24. projektu konstytucji Kosowa zakazuje dyskryminacji z jakiegokolwiek powodu, włącznie z orientacją seksualną. Kosowo jest jednym z kilku państw w Europie, które wprowadziły konstytucyjny zakaz dyskryminacji z powodu orientacji seksualnej (choć konstytucja Kosowa nie jest jeszcze prawomocna).
Ustawa przeciw dyskryminacji, przyjęta przez Zgromadzenie Kosowa w 2004 roku, zabrania dyskryminacji w wielu dziedzinach życia m.in. zatrudnieniu, członkostwu w organizacjach, edukacji i opiece socjalnej. Ustawa ta mówi o dyskryminacji zarówno pośredniej, jak i bezpośredniej (dręczenie, gnębienie, segregacja).

## Uznanie związków osób tej samej płci
Ogólnokrajowe
W kosowskim ustawodawstwie nie istnieje żadna prawna forma uznania związków jednopłciowych. Artykuł 37. projektu konstytucji Kosowa nie definiuje małżeństwa jako związek kobiety i mężczyzny. Mówi, że każdy może cieszyć się prawem do zawarcia małżeństwa i posiadania rodziny. Artykuł 24. zakazuje dyskryminacji, także na podstawie orientacji seksualnej. Odpowiednia interpretacja obu artykułów stwarza możliwość zawarcia małżeństwa osobom tej samej płci.

## Życie osób LGBT w kraju
W 2007 roku homoseksualista z Kosowa uzyskał azyl w Stanach Zjednoczonych, ponieważ był wielokrotnie bity i poniżany we własnym kraju (także przez pracowników szpitala i policjantów, u których szukał pomocy).
W Kosowie działa kilka organizacji zajmujących się walką o prawa społeczności LGBT i walką z nietolerancją. Najbardziej znana jest Qendra për Emancipim Shoqëror (z albańskiego Centrum Społecznej Emancypacji). W maju 2007 roku liderom organizacji grożono śmiercią; kosowska policja odmówiła zajęcia się sprawą, twierdząc, że groźby były niewystarczająco poważne, a ich adresaci powinni wnieść sprawę z powództwa cywilnego.
Centrum Społecznej Emancypacji określa życie osób LGBT w kraju jako „bardzo podziemne”. W Kosowie nie istnieje żaden gejowski lokal i nie odbywają się tam parady mniejszości seksualnych.
60% mieszkańców Kosowa uważa, że homoseksualizm jest niemoralny i można go wyleczyć. 7% populacji popiera małżeństwa homoseksualne, a 5% adopcję dzieci przez osoby tej samej płci.